# 안평초등학교 도옥분교
안평초등학교 도옥분교는 경상북도 의성군 안평면에 있었던 초등학교 분교이다.

## 연혁
- 1949년 8월 15일 안평국민학교 도옥분교 설립 인가
- 1949년 9월 1일 도옥분교장 개교
- 1951년 8월 13일 도옥국민학교 승격 인가
- 1951년 9월 1일 도옥국민학교 개교
- 1981년 3월 5일 병설유치원 개원
- 1996년 3월 1일 도옥초등학교 개편
- 1999년 9월 1일 안평초등학교 분교장 격하 편입
- 2005년 3월 1일 폐교 및 안평초등학교 통폐합